# Maršala Birjuzova (Bělehrad)
Maršala Birjuzova (srbsky Маршала Бирјузова) je ulice v srbské metropoli Bělehradu. Leží v samotném středu města, v blízkosti břehu řeky Sávy. Spojuje ulici Kosančićev venac a Pop lukina západo-východním směrem paralelně k ulici Brankova s Terazijským tunelem, resp. prostranstvím u paláce Albánie. Je dlouhá cca 600 metrů.

## Historie
Ulice je pojmenována po Sergejovi Birjuzovovi, který v roce 1964 tragicky zahynul při letecké nehodě u vrcholu Avala jižně od Bělehradu. V polovině 19. století byla první ulicí jižně od historického opevnění města a na svém západním konci přiléhala k bráně Varoš kapija (městské bráně).
Před druhou světovou válkou nesla ulice název Kosmajska podle stejnojmenného vrchu v Srbsku. Dodnes se zachoval nicméně název Kosmajski prolaz pro připojenou místní komunikaci.

## Doprava
Ulice má jen místní význam pro dopravu. V nedaleké lokalitě Zeleni venac se nachází významné stanoviště autobusové dopravy. S ním je spojena schodištěm.

## Významné budovy
- ZŠ Krále Petra I.
- Bělehradská synagoga
- Galerie Remont